# Lucien Renard
Lucien Renard foi um ciclista belga que participava em competições de ciclismo de pista. Representou seu país, Bélgica, na corrida de velocidade nos Jogos Olímpicos de Verão de 1908.